# La Peau de chagrin
La Peau de chagrin (publicado no Brasil como A pele de Onagro) é um romance de 1831 escrito pelo autor francês Honoré de Balzac, incluída nos Études philosophiques ("Estudos filosóficos") de sua Comédie humaine.
Este romance é sua obra mais importante entre aquelas do início da carreira, quando ainda escrevia sob a influência da literatura gótica. Num clima de pesadelo, esta narrativa simbólica é a história de Rafael de Valentin, que vem a possuir uma pele de onagro. Essa pele misteriosa, cuja origem pode ser oriental, permite a satisfação de todos os desejos, porém vai diminuindo de tamanho, enquanto também diminui o tempo de vida de seu possuidor.

Balzac era jovem, tinha 32 anos, quando publicou este livro, em 1831. ‘’A pele de onagro’’ introduz personagens que se eternizariam em outros romances, como Eugène de Rastignac e o médico Horace Bianchon.
Há vários pontos de contacto entre Rafael e Balzac: ambos escreveram um tratado filosófico, o "Tratado da Vontade" (Balzac era adolescente), ambos moraram em sótãos enquanto passavam por privações e ambos tiveram de enfrentar credores. 

Obra de transição ou aprendizado, há nela dois elementos díspares: a tentativa realista, que ficou em segundo plano, de pintar o retrato fiel de uma mulher manipuladora e a presença do fantástico, representada pelo objecto mágico, que acaba por se impor.
Grande sucesso de público à época da publicação, o livro ganhou resenhas positivas em todos os grandes jornais e revistas francesas. Contudo, sua importância cresceu com o passar do tempo e hoje, relevando-se alguns defeitos de construção, é visto como sua primeira obra-prima.
Embora o romance empregue elementos fantásticos, seu foco principal é o retrato realista dos excesso do materialismo burguês. 

## Resumo[4]
Protagonizado na Paris do início do século XIX, o romance conta a história faustiana de um jovem que acha uma pele mágica com o poder de realizar todos os desejos. 
Parte 1: O Talismã
Nesta primeira parte o jovem Raphaël (Rafael na tradução portuguesa) de Valentin entra numa casa de jogo e perde sua última moeda de ouro. 
Decidido a se suicidar, descobre num velho antiquário um chagrém (chagrin em francês, couro granuloso empregado em encadernações) feito da pele de um onagro, espécie de jumento encontrado no Oriente. Aquela pele maravilhosa tinha o poder de realizar as vontades de seu proprietário (“Se me possuíres, possuirás tudo.”), mas a cada desejo cumprido a pele encolhia e, com ela, a vida de seu proprietário (“A cada desejo, decrescerei assim como teus dias.”). Rafael aceita o pacto.
Sonhando com uma festa, seu primeiro desejo se realiza ao deparar, na saída do antiquário, com amigos escritores que o convidam para um banquete. O jantar se transforma em orgia, com a chegada das “mulheres de vida fácil”, em especial Aquilina e Euphrasie com quem Rafael e seu amigo Émile travam conhecimento.
Parte 2: A Mulher sem Coração
A segunda parte constitui-se de um longo relato que Rafael faz de sua vida a Émile ao final da noitada.
Arruinado com a morte do pai, Rafael, de origem nobre, é condenado a uma vida miserável.
Instala-se num modesto quarto de um hotel, onde redige uma comédia e uma Teoria da Vontade. É ajudado em sua vida material por Mme Gaudin, a hoteleira, e sua filha Pauline, a quem dá aulas.
Sob a influência do amigo Rastignac, é apresentado à alta sociedade parisiense e trava conhecimento com a condessa Fœdora (Fedora), uma coquete extravagante e independente, por quem se apaixona perdidamente, embora ela receba com frieza suas manifestações e declarações amorosas.
Ele entra numa espiral de dívidas para alimentar seus desejos de luxo e depravação.
Ao final do relato, Rafael deseja a fortuna. Quase imediatamente, um tabelião anuncia que ele herdou uma quantia considerável com a morte de um parente distante nas Índias. Assustado, Rafael se dá conta de que a pele de onagro encolheu.
Parte 3: A Agonia
Na terceira parte, descobrimos que Rafael vive agora isolado em sua mansão particular e se proíbe qualquer desejo.
Mas uma noite vai ao teatro, onde revê Fedora, ignorando-a, e reencontra Pauline, filha de sua antiga hoteleira, que enriqueceu com o retorno de seu pai.
Animados por um amor sincero, os dois jovens gostariam de se casar, mas Rafael nota que a pele de onagro encolheu ainda mais. Ele a lança no fundo de um poço, mas o jardineiro a recupera.
Rafael volta-se então à ciência, consultando um naturalista, um professor de mecânica e um químico, mas nenhum cientista consegue dar uma explicação racional para o encolhimento da pele.
Ele deixa Paris e reside um período com uma família rural, mas acaba voltando à capital e revelando a Pauline o poder do talismã. Enfraquecido, morre nos braços dela.

## Traduções no Brasil
Além de integrar o volume 15 da edição da Comédia Humana organizada por Paulo Rónai, o romance foi traduzido também por Fernando Py (edição da Ediouro de 1996) e Paulo Neves (edição da L&PM de 2008).